# Victor Lemoine
Victor Lemoine (Delme, 21 ottobre 1823 – 11 dicembre 1911) è stato un botanico francese.
Ha ricevuto la Veitch Memorial Medal dalla Royal Horticultural Society. Ha anche ricevuto la George R. White Medal of Honor dalla Massachusetts Horticultural Society.